# Roque Plana y Camañas
Roque Plana y Camañas (Molinos, Teruel-Zaragoza 1779) fue un orador sagrado español.
Tomó el hábito de trinitario, figurando ya como maestro en 1739. Se doctoró en la Universidad de Aragón, hizo brillantes oposiciones a cátreda de teología y desempeñó los cargos de regente de estudios, rector del convento de  San Lamberto, definidor provincial dos veces, elector general y examinador general de la archidiócesis de Zaragoza y de las diócesis de Lérida, Barbastro y Barcelona. 
Fue hombre de gran talento, sólida virtud y profunda elocuencia.

## Obra
Se conservan de él las siguientes obras impresas:
- Voz alegórica de la Iglesia, oración sagrada en la festividad de la Concepción (Zaragoza, 1749)
- Disertación académica del buen gusto en la oratoria sagrada con una oración moral para oir con fruto la divina palabra (Zaragoza, 1763)
- Panegíricos y sermones de Cuaresma, pronunciados en la catedral de Zaragoza y en otros templos de España